# 杭州汽车东站
杭州汽车东站，中国浙江省杭州市的一个汽车站，已经停止运作。原杭州汽车东站位于杭州市艮山西路71号。1991年12月27日，该汽车站正式开始营运；2010年1月14日，该汽车站停止营运。

## 历史
在结束运行之前，杭州汽车东站日发车达1千余班次，日发旅客3万余人次。班车目的地以省内城市宁波、嘉兴等城市为主，此外还有省外的上海、广东、北京等地区。
2010年1月14日，杭州汽车东站停止营运，原有班线大部分分别迁至杭州客运中心站（九堡客运中心站），少部分迁往杭州汽车南站、杭州汽车北站。2012年，原杭州汽车东站拆迁工作旋动按钮，直至2014年“夷为平地”。